# Rashad Hasanov
Rashad Hasanov (àzeri: Rəşad Həsənov, nascut el 2 de maig de 1985 a Lankaran) és un activista juvenil i ex membre de la junta de N! Moviment Cívic DA de setembre de 2012 a setembre de 2013. Va ser detingut el 14 de març de 2013, pocs dies després de les protestes celebrades a Bakú contra les morts no combatives a l'exèrcit. Hasanov va ser acusat de preparar els disturbis durant les protestes. L'organització internacional de drets humans, Amnistia Internacional, el va reconèixer com a pres de consciència. Va ser condemnat a 7 anys i 6 mesos de presó el 6 de maig de 2014, però posteriorment va ser indultat i alliberat el 17 de març de 2016 sent empresonat durant tres anys.
El 12 de febrer de 2017, Rashad Hasanov va emigrar a Europa. Segons ell, el motiu de la seva migració va ser el fet de ser obligat a col·laborar amb el Servei de Seguretat de l'Estat. El 7 de juny de 2018, el Tribunal Europeu de Drets Humans va anunciar una decisió sobre les queixes d'antics membres del moviment cívic NIDA, Rashad Hasanov, Zaur Gurbanli, Uzeyir Mammadli i Rashadat Akhundov. El TEDH va considerar il·legal la seva detenció l'any 2013, al veure en aquesta vulneració dels drets dels articles 5.1 (Dret a la llibertat) i 18 (Restricció de drets amb finalitats polítiques) del Conveni Europeu de Drets Humans.
Per decisió del Ple del Tribunal Suprem de la República de l'Azerbaidjan de data 19 de novembre de 2021, la causa penal sobre càrrecs segons els articles 28, 220.1 i 228.3 del Codi Penal de la República de l'Azerbaidjan es va donar per acabada per motius d'absolució.
Actualment és un refugiat polític a Alemanya.

## Educació
Rashad Hasanov és un graduat de l'escola secundària privada turca Lankaran. Durant els seus anys de batxillerat, va participar en les Olimpíades Nacionals de Matemàtiques i va rebre una medalla d'or. El 2002, Hasanov es va graduar a l'escola amb un diploma d'honor.
Després de graduar-se a METU el 2010, Hasanov va ser admès al programa de màster en Seguretat Internacional i Terrorisme. Tanmateix, no disposava de finançament suficient per cobrir les seves despeses íntegres. A més, es va rebutjar la seva sol·licitud del Ministeri d'Educació per finançar els seus estudis en el marc del Programa Estatal d'Educació dels Joves d'Azerbaidjan a l'estranger el 2007-2015.

## Activitat
Durant les eleccions parlamentàries azerbaïdjanaises de 2010, Rashad Hasanov va dirigir activament la campanya electoral del jove candidat Bakhtiyar Hajiyev i va coordinar el treball de més de 100 voluntaris. Hasanov va ser un dels membres del Moviment Juvenil de Canvi Positiu creat el 10 de novembre de 2010 per més de 35 voluntaris. Va ser elegit dues vegades a la junta del moviment entre març de 2011 i maig de 2012. També va participar activament en la campanya "Suport a Bakhtiyar" formada per donar suport a Bakhtiyar Hajiyev, que en aquella època va ser arrestat per motius polítics.
El 2011, Rashad Hasanov va ser un dels membres de la junta del Comitè per a la Protecció dels Drets de la Joventut, que ha estat representat per nou organitzacions. El maig de 2012 va deixar el Moviment Juvenil del Canvi Positiu per arribar a un públic més ampli i es va unir a N! Moviment Cívic DA. A partir de setembre de 2012, va ser membre de la junta del moviment.
L'agost de 2012 va participar al Fòrum d'Azerbaiyanos que viuen a Europa celebrat a Praga, a més d'haver estat membre del Comitè de Coordinació d'aquest.
A l'octubre de 2012, Rashad Hasanov va ser una de les persones responsables de la consulta transmesa pel programa "Frontline SMS" en el projecte "Educació sense corrupció", que pretenia definir el nivell de suborn a les universitats de l'Azerbaidjan amb la donació d'IREX.
El 4 de novembre de 2012, Rashad Hasanov va cofundar l'Assemblea de la Joventut que inclou prop de 50 activistes.